# يوسكرايب
يوسكرايب (بالفرنسية: YouScribe)‏ هي مكتبة رقمية فرنسية وخدمة بث مباشر تأسست في عام 2010 على يد خوان بيرلوت دي كوربيون، المؤسس السابق لمتجر الكتب عبر الإنترنت Chapitre.com. يقع المقر الرئيسي للمنصة في باريس، فرنسا، وتوفر الوصول إلى مجموعة متنوعة من مواد القراءة الرقمية بما في ذلك الكتب والكتب الصوتية والبودكاست والمحتوى التعليمي والمجلات باللغات الفرنسية والإنجليزية والعربية.

## التاريخ
تم إطلاق يوسكرايب في عام 2011 كمكتبة مفتوحة لمشاركة المستندات. بحلول عام 2015، اعتمدت الشركة نموذج الاشتراك، بالشراكة مع الناشرين، مما يوفر وصولاً غير محدود إلى مكتبتها الرقمية مقابل دفعة شهرية. يتضمن هذا النموذج مجموعة واسعة من أنواع المحتوى مثل الكتب والكتب الصوتية والبودكاست والمحتوى التعليمي والعناوين الصحفية والمجلات.
وفي عام 2017، قامت شركة يوسكرايب بتوسيع نطاق خدماتها إلى القارة الأفريقية. في العام التالي، في مارس 2018، انضمت المنصة إلى المنظمة الدولية للناطقين بالفرنسية لتوفير الموارد التعليمية الناطقة بالفرنسية لدمجها في برامجها. في أكتوبر 2018، شكلت يوسكرايب شراكة مع مجموعة أورنج وديجيتال فيرغو، مما مكن جميع الشركات التابعة لأورنح في أفريقيا من دمج خدمة يوسكرايب في عروضها، مع الاشتراكات المتاحة على أساس يومي أو أسبوعي أو شهري، ويتم دفعها من خلال خطة الهاتف المحمول الخاصة بالمستخدم.
تم إطلاق الخدمة في السنغال والكاميرون في أبريل 2019، وبعد شهر في ساحل العاج، قبل التوسع في مالي وجمهورية الكونغو الديمقراطية وغينيا. في عام 2020، أنشأت يوسكرايب منظمة مقرها في أفريقيا لتسهيل الوصول إلى مكتبة البث الخاصة بها للمدارس والجامعات والشركات. وفي العام نفسه، كشفت الشركة عن مشروع مكتبة رقمية للشباب بعنوان "مكتبتي"، بالتعاون مع اتصالات المغرب.
وفي عام 2021، وقعت الشركة اتفاقية شراكة مع شركة الهاتف المغربية إنوي لإطلاق عرض القراءة في المغرب. شهد مارس 2022 شراكة مع كنال بلوس جروب لتزويد المشتركين في أفريقيا بإمكانية الوصول إلى المكتبة من خلال اشتراكهم. في فبراير 2022، جمعت يوسكرايب 5 ملايين يورو من Banque des territoires. وقد كان هذا التمويل جزءاً من خطة الاستثمار في فرنسا 2030. بحلول سبتمبر 2022، وصلت خدمة يوسكرايب إلى مليون مشترك في 11 دولة أفريقية. في يونيو 2023، وقعت الشركة اتفاقية شراكة أخرى مع وزارة الثقافة والاتصال المغربية، توفر 10.000 إمكانية وصول إلى محتواها لتجهيز 50 مكتبة إعلامية في جميع أنحاء البلاد.
وفي أكتوبر 2023، وفي الصالون الدولي للكتاب بالجزائر، أعلنت شركة يوسكرايب عن تقديم خدماتها في الجزائر. وقد تم تسهيل هذا التوسع من خلال الشراكة مع جازي وقنوات.
في مارس 2024، تعاونت يوسكرايب مع ديجيتال فيرغو ومجموعة إم تي إن لإطلاق خدماتها في غانا. كان هذا بمثابة التوسع الثاني للشركة في دولة إفريقية ناطقة باللغة الإنجليزية، بعد إطلاقها سابقاً في جنوب إفريقيا.

## الشراكات والرعاية
أقامت شركة يوسكرايب عدة شراكات مع معارض الكتاب والقراءة، أبرزها:
- 72 ساعة من الكتاب من كوناكري[28]
- معرض الكتاب الأفريقي بباريس[29]
- المعرض الدولي للنشر والكتاب بالرباط[30]
- الصالون الدولي للكتاب بالجزائر[31]
- معرض أبيدجان الدولي للكتاب[32]

## الفعاليات
- جائزة الريشة: بالشراكة مع أورونج ماني أوروبا، نظمت يوسكرايب جائزة الريشة (Trophée des Plumes)، وهي مسابقة كتابية تكافئ المواهب الجديدة من جميع أنحاء العالم. أُقِيمت النسخة الأولى في عام 2021.[33][34]
  - العودة الأدبية الأفريقية: في عام 2022، نظمت يوسكرايب النسخة الأولى من العودة الأدبية الأفريقية (Rentrée Littéraire Africaine)، وهو حدث يهدف إلى الترويج لأحدث المنشورات الأدبية الأفريقية.[35]
- جائزة الكتاب الغيني: في مايو 2022، تعاونت يوسكرايب مع مؤسسة أورنج غينيا لإطلاق الإصدار الأول من جائزة الكتاب الغيني.[36][37]

## الجوائز والتقدير
- 2013: جائزة ريادة الأعمال ديرنست ويونغ
- 2017: جائزة أفريقيا الرقمية[38]
- 2020: جوائز النشر - الابتكار الرقمي[39]
- 2022: إشارة خاصة للشركة العالمية التي تحقق أفضل نمو في أفريقيا - منتدى وجوائز الاستثمار الأفريقي[40][41]

## وصلات خارجية
- الموقع الرسمي